# Silberflöten
Le Silberflöten sono un gruppo musicale svizzero di musica pop-classica creato nel 1985 da Jan Hrábek sulla falsariga dei Rondò Veneziano di Gian Piero Reverberi, sebbene il suo stile non sia barocco ma classico (Mozart, Haydn). Le nuove composizioni sono di Alexius Tschallener.

## Discografia
- Concerto grosso
- Silverflutes: Musik für eine klangvolle Reise - Vol. 2 (1991)
- Art & Music (2002)
- Le jardin des princesses (2007)